# Obrimus bufo
Obrimus bufo är en insektsart som först beskrevs av John Obadiah Westwood 1848.  Obrimus bufo ingår i släktet Obrimus och familjen Heteropterygidae. Inga underarter finns listade i Catalogue of Life.